# Чинук
Чинук (енгл. Chinook) су рибарски индијански народ са северне обале ушћа Колумбије и пацифичке обале на југозападу Вашингтонa. Чинуки живе и на Shoalwater Bayu, гдје су познати као Shoalwater Индијанци. Према процјенама из 1928. године сматрало се да их је 1780. било 800, док их је према истраживачима Луису и Кларку 1805. било око 400.